# إميل ميتز
إميل ميتز (بالفرنسية: Émile Metz)‏ هو مهندس وسياسي لوكسمبورغي، ولد في 23 فبراير 1835، وتوفي في 13 فبراير 1904.